# 6469 Armstrong
6469 Armstrong (1982 PC) là một tiểu hành tinh vành đai chính được phát hiện ngày 14 tháng 8 năm 1982 bởi Mrkos, A. ở Klet. Nó được đặt theo tên Neil Armstrong.